# BVG B 10/27
Als Typ B 10/27 bezeichneten die Berliner Verkehrsbetriebe (BVG) eine Serie von insgesamt 16 Beiwagen, die in den Jahren 1908 bis 1911 für die Elektrische Straßenbahn Spandau–Nonnendamm (SpN) konstruiert wurden. Vier Wagen kamen zwischen 1923 und 1945 auf der Linie 120 nach Hennigsdorf zum Einsatz. Nach der Verwaltungstrennung kamen acht Wagen zur BVG-West, die bis 1954 ausgemustert wurden. Die BVG-Ost setzte ihre fünf Beiwagen bis 1969/70 ein und bezog diese anschließend in das Rekoprogramm ein.

## Entwicklung
Die Straßenbahn Spandau–Nonnendamm beschaffte 1908/09 zunächst sechs Beiwagen mit den Nummern 19–24 in den Fahrzeugwerkstätten Falkenried der Straßen-Eisenbahn-Gesellschaft in Hamburg. Die Wagen wurden erstmals zu Ostern 1909 im Fahrgastbetrieb eingesetzt. 1910/11 folgten weitere zehn Beiwagen mit den Wagennummern 25 bis 34. Die zweiachsigen Wagen hatten Endeinstiege und offene Einstiegsplattformen. Der Fahrgastraum bot 24 quer angeordnete Sitzplätze sowie 42 Stehplätze.
1914 übernahm die Spandauer Straßenbahn (SpS) die Nonnendammbahn und reihte die Wagen der erste Lieferserie unter den Nummern 8 bis 13, die der zweiten Lieferserie unter den Nummern 187–196 ein.
Nach dem Übernahme der Spandauer Straßenbahn durch die Berliner Straßenbahn (BSt) im Dezember 1920 wurde die bisher bei den Wagen verwendete Trompetenkupplung durch Albertkupplungen ersetzt. Die Wagen liefen unter den Nummern 1487–1492 sowie 1523–1532.
1923 wurden die Wagen 1526–1530 für den Einsatz auf der Linie 120 umgerüstet, sie erhielten dementsprechend breitere Radreifen, Druckluftbremsen und dergleichen. Ob Wagen 1527 ebenfalls umgerüstet wurde, kann nicht geklärt werden, das Fahrzeug wurde bis 1927 ausgemustert.
1927 wurden bei sämtlichen Wagen die Plattformen verschlossen, anstelle der acht Seitenfenster wurden bei einigen Wagen vier größere Fenster eingebaut. Die auf der Linie 120 eingesetzten Fahrzeuge erhielten gegenüber den restlichen Wagen größere Plattformen mit 1,93 m Länge gegenüber 1,70 m, die Gesamtlänge lag somit bei 9,68 m anstatt 9,22 m. Zudem wurden anstelle der in Berlin üblichen Umsetztüren kamen durchgehende Falttüren zum Einbau. Nach der Elektrifizierung der Linie nach Hennigsdorf wurden zudem die Druckluftbremsen durch elektrische Bremsen ersetzt. Nach Abschluss der Arbeiten wurden die Wagen einheitlich in der Wagenreihe 1471II–1485II zusammengefasst. Mit der Einführung des Typenschlüssels der BVG erhielten sie die Typenbezeichnung B 10/27.
Bei der Verwaltungstrennung der BVG verblieben die Wagen 1472II–1474II, 1477II und 1485II bei der BVG-Ost, die Wagen 1471II, 1475III, 1478II und 1481II–1484II blieben bei der BVG-West. Wagen 1476III wurde vermutlich vor 1949 ausgemustert, Wagen 1479II und 1480II wurden vor 1949 zu Güterloren mit den Wagennummern G337 und G338 umgebaut und verblieben als solche bei der BVG-Ost. Während die BVG-West alle Wagen mit Holzaufbauten – so auch die B 10/27 – bis 1954 ausmusterte, waren die fünf Wagen der BVG-Ost bis 1969 im Einsatz. Sie wurden danach in das Rekoprogramm einbezogen und dienten als Spender für die Beiwagen 2253II (ex 1485II), 2254II (ex 1472II), 2258II (ex 1473II), 2289II (ex 1474II) und 2290II (ex 1477II). Faktisch handelte es sich bei diesen Wagen jedoch um Neubauten.